# Rudozem
Rudozem (bułg. Рудозем) – miasto w południowej Bułgarii (obwód Smolan) w Rodopach.
4 447 mieszkańców (2005); ważny ośrodek wydobycia rud cynku i ołowiu.